# Лисун звичайний
Лисун звичайний (Pomatoschistus microps) — вид дрібних риб, що мешкає в прибережних водах Європи.
Має піщаний колір, сягає 64 мм довжини. Під час нересту самці мають чорну пляму в задній частині першого спинного плавця. Має досить чіткий ряд чорних цяток вздовж боку.

## Екологія
Нерестує з березня по червень, відкладаючи свою ікру під черепашки молюсків, після чого самці охороняють ікру 11-14 днів. Зазвичай живуть 12-15 місяців. Вони населяють мілководі райони з піщаним дном, а влітку може входити до лиманів. Часто можуть бути знайдені серед густої рослинності й в солонуватих лагунах. Живляться здебільш невеликими ракоподібними (в основному амфіподами) і червами.